# Resolución 1522 del Consejo de Seguridad de las Naciones Unidas
La resolución 1522 del Consejo de Seguridad de las Naciones Unidas, adoptada por unanimidad el 15 de enero de 2004, tras recordar todas las resoluciones anteriores sobre la situación en la República Democrática del Congo, el Consejo acogió con satisfacción los esfuerzos para establecer la primera brigada integrada y unificada en Kisangani como un paso hacia la formación de un ejército nacional .  Fue la primera resolución del Consejo de Seguridad adoptada en 2004.
El Consejo de Seguridad se sintió alentado por los progresos logrados en el proceso de paz congoleño y consideró que la reforma del sector de la seguridad, la reestructuración e integración de las fuerzas armadas y el establecimiento de una policía nacional en la República Democrática del Congo eran esenciales para el éxito del proceso de transición. Reafirmó la responsabilidad del Gobierno de Unidad Nacional y Transición y acogió con satisfacción el establecimiento de un Alto Mando.
La resolución acogió con satisfacción las medidas adoptadas para establecer una brigada integrada y unificada en Kisangani como parte de la formación general de un ejército nacional congoleño.   Desde que el gobierno estaba en el poder, las demandas de desmilitarización en Kisangani contenidas en la Resolución 1304 (2000) no se aplicarían a las fuerzas reestructuradas e integradas.  Se instó al Gobierno a adoptar medidas apropiadas para la reestructuración e integración de las fuerzas armadas del país y se pidió a la comunidad internacional que ayudara a ese respecto.